# Deuterocopus socotranus
Deuterocopus socotranus is een vlinder uit de familie vedermotten (Pterophoridae). De wetenschappelijke naam van de soort is voor het eerst geldig gepubliceerd in 1907 door Hans Rebel.
De soort komt voor in het Afrotropisch gebied.

## Synoniemen
- Deuterocopus viticola Meyrick, 1911
  - Typelocatie: Sri Lanka
- Deuterocopus triannulatus Meyrick, 1913
  - Typelocatie: Australië
- Deuterocopus deltoptilus Meyrick, 1930 gesynonymiseerd door Kovtunovich, Ustjuzhanin & Murphy in 2014[1]
  - Typelocatie: Oeganda
- Deuterocopus henrioti Bigot & Boireau, 2006[2] gesynonymiseerd door Gielis in 2011[3]
  - Typelocatie: Cöte d' Ivoire, Abidjan, plateau
  - Holotype: male. 24.X.2002. leg. P. Boireau. Genitalia slide LB no. 1954
  - instituut: collectie Patrick Boireau, Abidjan, Ivoorkust